# 糠稷
糠稷（学名：Panicum bisulcatum），为禾本科黍属下的一个植物种。